# Secularidade
Secularidade (qualidade ou característica de secular) é a condição de quem vive no século, isto é, entre as coisas do mundo e da vida. Opõe-se ao estado religioso, próprio dos que fizeram votos. 
Segundo Boaventura de Sousa Santos, do ponto de vista da sociologia política, há distinção entre secularismo e secularidade. Secularismo, segundo ele, implica restringir a religião ao espaço privado exclusivamente. Já a secularidade supõe a permissão das expressões religiosas no espaço público como afirmação da própria liberdade de todos os cidadãos.

## Interpretação teórica cristã
A  palavra "secular" vem do termo latino saeculāris, e e significa 'secular, relativo a século. No latim eclesiástico, significa "secular, profano, mundano, relativo ao mundo". 
Teologicamente, o termo latino saeculum traduz o uso bíblico do grego antigo αἰών (ciclo temporal da história da salvação), isto é, a "era", originalmente de sentido temporal, mais tarde estendida também à noção espacial. Nesse sentido, o Antigo Testamento fala de séculos: passado (tempo antes da Criação), presente (desde o pecado original até o Dia de Yahweh) e futuros (após o Dia de Yahweh os "séculos dos séculos"). São Paulo, porém, introduz uma dilação: o Dia de Yahweh já começou com a Encarnação do Verbo, mas, antes da Parusia de Jesus Cristo, o século futuro só está presente de forma incoada: Satanás detém o império no tempo presente, ainda que sua derrota esteja irremediavelmente decretada. Por isso, o "século presente", na Bíblia, reveste-se às vezes de caráter pejorativo, especialmente em alguns textos juninos.

### Posições dos católicos: secularidade absoluta ou relativa
O processo de secularização pode ser compreendido de dois modos: forte e brando. A secularização forte refere-se a uma afirmação da autonomia absoluta do homem. Tal secularidade seria uma reedição da visão prometeica do homem, presente entre os românticos, marxistas e nietzschianos. Essa visão está na base do laicismo.
A secularização branda, por sua vez, refere-se a uma afirmação da autonomia relativa do temporal. É uma desclericalização da visão de mundo, uma abertura ao diálogo tolerante. Nem sempre tal abertura foi realizada por alguns católicos no respeito à sua própria identidade cristã, ocasionando a reação de personagens ou grupos ditos tradicionalistas. Não obstante, a Igreja Católica  defende o diálogo com a Modernidade sob a égide da liberdade religiosa. Inclusive, viram grande desenvolvimento os movimentos laicos dentro da Igreja e espiritualidades compatíveis com a condição secular da franca maioria dos fiéis católicos, tanto leigos quanto clérigos seculares.
Segundo a visão católica, as vertiginosas mudanças sociais dos últimos séculos criaram um campo amplíssimo de atuação, que constitui o mais radical desafio da história. Esse pluralismo necessita de instrumentos de união e diálogo para não cair na falsa disjunção público – privado. Nesse sentido, um patamar a ser conquistado é a autonomia integrada das esferas religiosa e estatal: a secularidade significa ser do mundo e responsabilizar-se por ele; mas a fé acolhida, pensada e vivida também faz-se necessariamente cultura. São Josemaria Escrivá de Balaguer, fundador da Opus Dei, sugeria: "Com a tua conduta de cidadão cristão, mostra às pessoas a diferença que há entre viver triste e viver alegre; entre sentir‑se tímido e sentir‑se audaz; entre agir com cautela, com duplicidade – com hipocrisia! —, e agir como homem simples de uma só peça. — Numa palavra, entre ser mundano e ser filho de Deus". Assim, segundo a Igreja Católica, secularidade, é amor ao mundo redimido; mundanismo, porém, é amor ao pecado.

## Usos do conceito
A noção de secularidade tem sido usada de forma muito elástica, nem sempre de maneira precisa. Alguns exemplos:
- Autoridade secular, qualquer tipo de autoridade não eclesiástica nem monacal;
- Educação secular, escolas sem inspiração religiosa;
- Estado secular, estado não teocrático, regido por leis civis emanadas pelo povo ou por seus representantes;
- Cultura secular judaica, manifestações culturais dos judeus sem conotação religiosa;
- Música secular, composta para uso profano, em oposição à música sacra;
- Organizações seculares de abstinência, organizações de abstinência sem vínculo com organizações religiosas.